# St. Barbara (Wallerfangen)
St. Barbara ist ein Ortsteil der Gemeinde Wallerfangen im Landkreis Saarlouis (Saarland). Bis Ende 1973 war Sankt Barbara (offizielle Gemeindebezeichnung) eine eigenständige Gemeinde. Bekannt ist St. Barbara durch den Anbau von Erdbeeren.

## Geographie

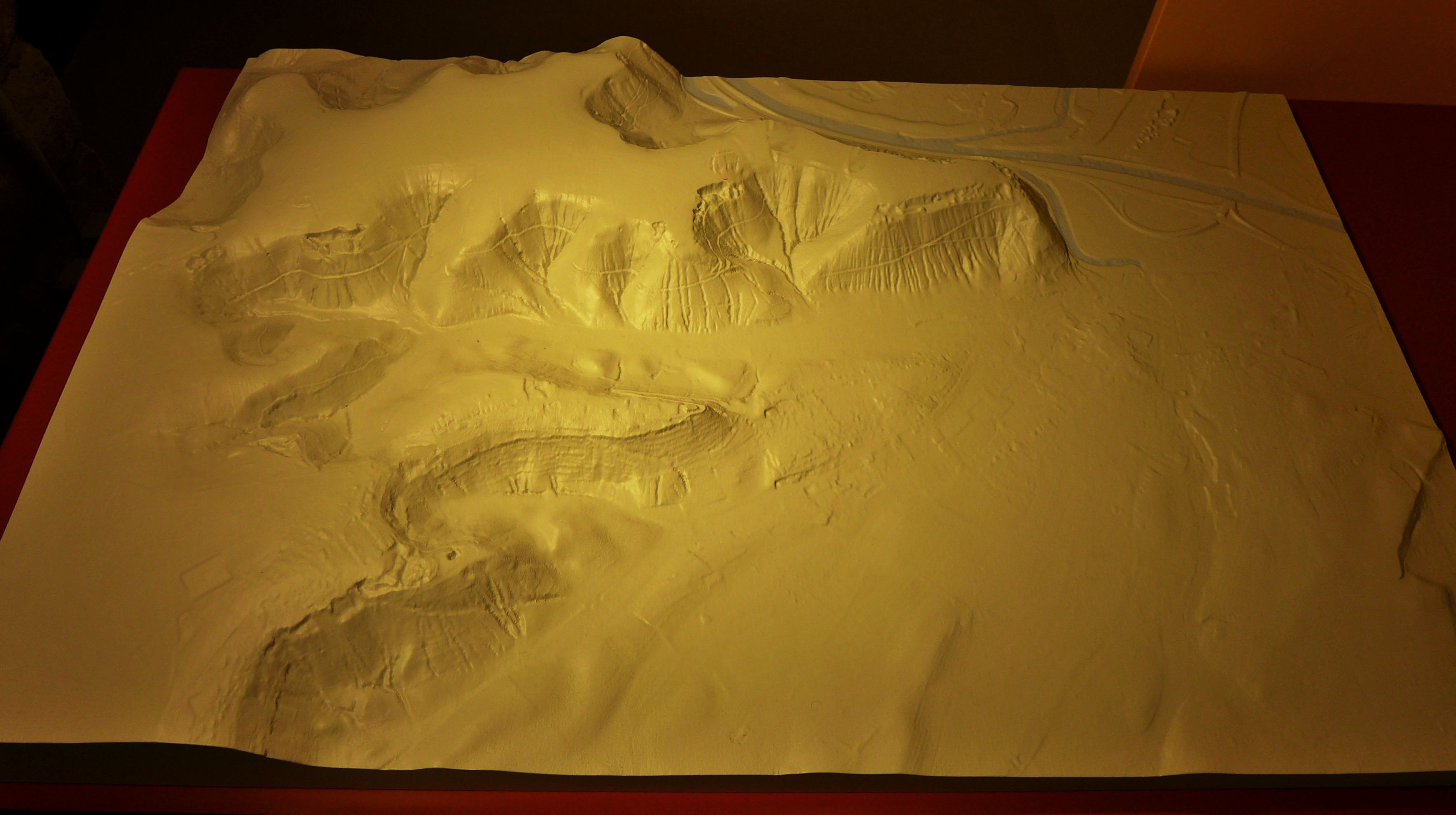
Wallerfangen; Geographisches Relief des Saartales und der Limberghöhen in der Gemarkung Wallerfangens: Der im Modell weit nach rechts ausgreifende Bergsporn ist der Limberg. Der Bergsporn davor ist der Hansenberg, auf dem St. Barbara liegt. Dazwischen befindet sich das Sonnental (Historisches Museum Wallerfangen).

Der Ort St. Barbara liegt auf dem Saargau. Von hier hat man einen hervorragenden Blick auf das Tal der Saar mit Saarlouis und Dillingen/Saar.
Der geologische Untergrund ist der Mittlere Buntsandstein, in den sich die Täler der Saar und der Prims (auf der Wallerfangen gegenüberliegenden Saarseite) eingegraben haben. Die linke Talflanke der Saar bei Wallerfangen und Dillingen, der Limberg, wird von einer steilen Voltziensandsteinstufe gebildet, während eine rechte Talflanke ganz fehlt. Der Buntsandstein, ist das älteste Gesteinspaket der Trias und der äußerste Rand des Pariser Beckens. Die petrographische Beschaffenheit des Buntsandsteins ist mittelfest bis sandig, wodurch eine freie Zirkulation des Grundwassers gewährleistet ist. Der Buntsandstein ist daher ein wichtiger Grundwasserträger, der wie ein riesiger Schwamm hohe Speicherkapazitäten für Wasser aufweist. Er ist rötlich gefärbt und fossilienfrei. Dies deutet darauf hin, dass er unter festländischen Bedingungen als Ablagerung in flachen Flusstälern oder Einschüttung in seichte Inlandseen entstanden ist. Die klimatischen Verhältnisse seiner Entstehungszeit vor ca. 220 Millionen Jahren sind mit dem heutigen trocken-subtropischen Klima vergleichbar.
Der vorwiegend mürbe, leicht erodierbare Buntsandstein verwittert zu nährstoffarmen, leichten Sandböden, die für eine landwirtschaftliche Nutzung wenig günstig sind und in der Geschichte weitgehend bewaldet blieben. Im Gegensatz zu den Waldbeständen auf den basischen Böden des Muschelkalks auf dem Saargau sind die Böden des Buntsandsteins eher sauer geprägt. Charakteristisch für die unteren Waldlagen ist ein Eichenmischwald mit Buchen, wobei in zunehmender Höhe die Buche die Oberhand gewinnt.
Über dem mittleren Buntsandstein liegt der Obere Buntsandstein (Röt-Formation), der sich aus festeren, zu Teilen tonig oder karbonatisch gebundenen Sandsteinen aufbaut. Diese wurden in früheren Zeiten in zahlreichen Steinbrüchen als Baustoff gewonnen. Darüber befinden sich Muschelkalk-Schichten: Die unterste Muschelkalkschicht bilden sandig-tonig-kalkige Gesteine. Die mittlere Muschelkalkschicht enthält Mergel mit Gips und Anhydrit. Die obere Muschelkalkschicht baut sich aus massigen Kalken und plattigen Kalken mit Mergellagen auf.
Der Saargau ist eine Muschelkalkhochfläche, die keine Schichtfläche darstellt. Die Hochfläche erreicht auf dem Saargau maximale Höhen von 400 bis 420 m. Vermutlich ist die Muschelkalkhochfläche eine Einebnungsfläche des Oligozän (Beginn vor etwa 33,9 Millionen Jahren; Ende vor etwa 23,03 Millionen Jahren) bis zum Pliozän (Beginn vor etwa 5,333 Millionen Jahren; Ende vor etwa 2,588 Millionen Jahren), die durch Flusserosion in einem wechselfeuchttropischen Klima entstand. Die nicht gleichmäßige Heraushebung des Gebietes im Pliozän und im Quartär (Beginn vor etwa 2,6 Millionen Jahren und Andauer bis heute) führte zur Zerschneidung der Fläche und präparierte einzelne Schichtstufen heraus: Quarzit im Osten und Muschelkalk, Buntsandstein bis Keuper im Westen. Die Hochfläche ist sanft gewellt. Die Vollformen sind breit gelagert und erreichen Höhen von 350 bis 370 m. Dazwischen liegen nur sanft eingeschnittene Täler. Der Wald tritt auf der Hochfläche nur noch inselhaft auf. Typische Vegetation ist der Echte Halbtrockenrasen im Vorfeld des Waldes und an Abhängen. Die dortigen Pflanzengesellschaften weisen submediterrane Elemente auf. Durch Verwitterung bildet der Kalkstein schwere, lehmige Böden. Sie sind sowohl bei Trockenheit als auch bei Nässe schwer zu bearbeiten. Der Boden ist für Niederschläge so durchlässig, dass sich nur wenige oberflächliche Abflussrinnen bilden. Da die Bodenwertzahl Werte von 60 bis 70 erreicht, hat der Mensch die Hochfläche schon seit dem Neolithikum stärker mit einer Feld-Gras-Wechselwirtschaft besiedelt und die landwirtschaftliche Nutzfläche zu Ungunsten des Waldes ausgedehnt. Am Ende von postglazialen Trockenperioden war das Muschelkalkgebiet mit Pflanzen der pontischen Flora besiedelt und mit Wald durchsetzt. Hinsichtlich der menschlichen Besiedelung ist der Saargau zusammen mit dem Bliesgau das ältestbesiedelte Gebiet des Saarlandes. Seit der gallo-römischen Zeit ist es durch die wichtige Verkehrsverbindung von Metz nach Trier erschlossen. In der Zeit der fränkischen Landnahme wurden hier mehrere Orte gegründet.
Während der Weinanbau, vornehmlich Rotwein, um 1820 noch auf die Täler beschränkt war, griff er um 1835 auf die Hochfläche über. Infolge der Abwanderung billiger Arbeitskräfte in die Industrie im Saartal setzte um das Jahr 1850 eine rückläufige Entwicklung ein. Beschleunigt durch die Reblauskrise um das Jahr 1880 (im Saar-Moselraum erst verstärkt zu Beginn des 20. Jahrhunderts) wurde der Weinbau im Saartal und auf den Gauhochflächen aufgegeben. Im Wallerfanger Ortsteil St. Barbara bildete man gegen Ende des 19. Jahrhunderts die Wingerte zu Bungerten um und ab 1911 wurden diese durch Erdbeerkulturen ersetzt. Hier erhält der nach Süden gerichtete steile Anbauhang eine hohe Sonneneinstrahlung.

## Geschichte

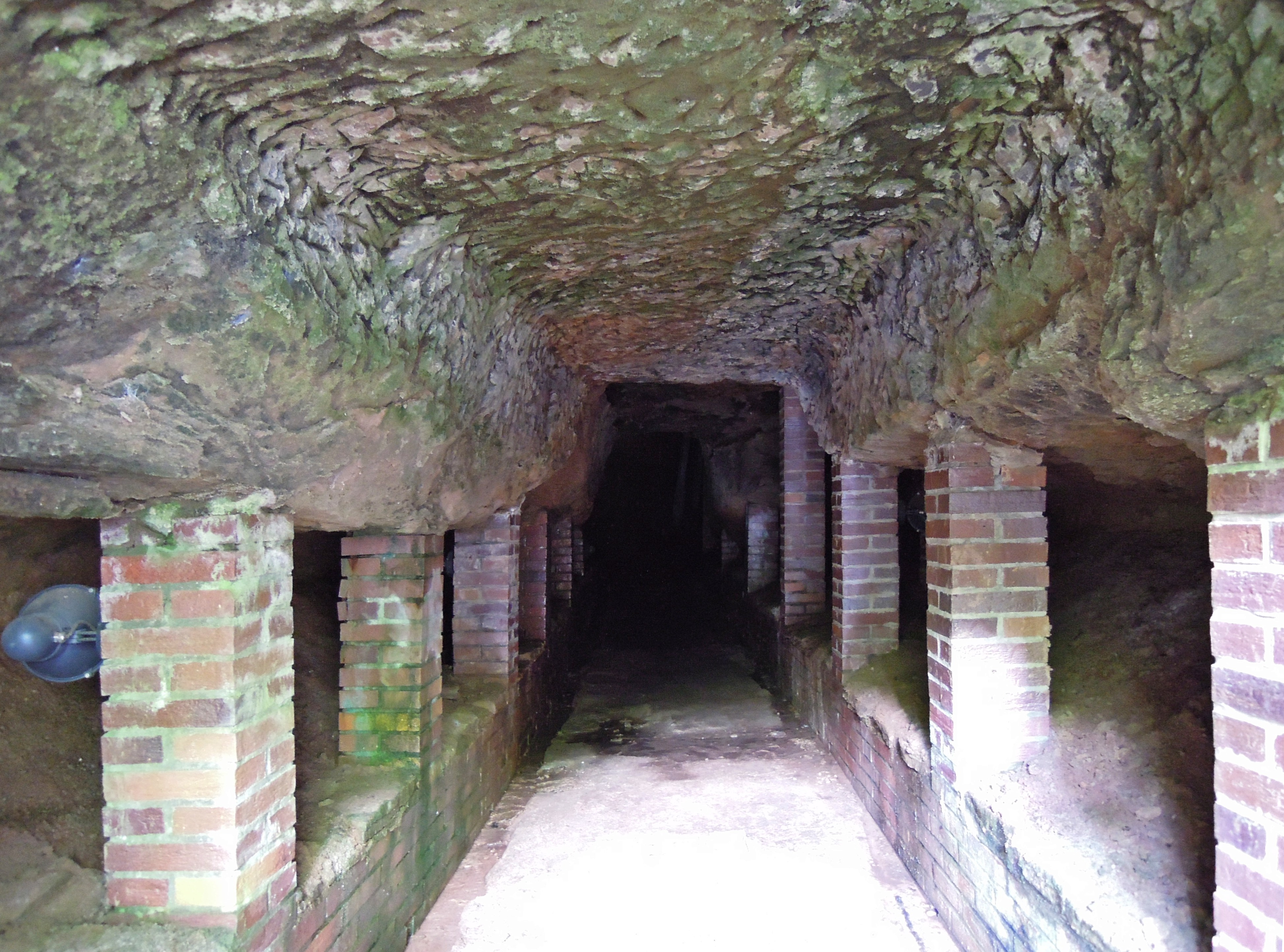
Römischer Emilianusstollen, Oberer Stollen

Es gibt Siedlungsfunde aus der jüngeren Steinzeit, der mittleren Bronzezeit und der Hallstattzeit. Der römische Kupferstollen des Emilianus ist unversehrt erhalten. Kupfererz wurde bis in das 19. Jahrhundert abgebaut und in der Dillinger Hütte verarbeitet. Seit archäologischen Ausgrabungen in den Jahren 1964 bis 1967 ist der Emilianusstollen der Öffentlichkeit zugänglich. Ab dem Jahr 1992 wurden weitere Bereiche des Stollensystems in einer 9 m tieferen Sohle durch das Deutsche Bergbaumuseum freigelegt und mit einem verzinkten Stahlausbau gesichert. Eine erstmals im Jahr 1170 erwähnte Burg Altenfelsberg lag an der Spitze des Ortes, sie war Vorgängerin der als „Teufelsburg“ bekannten Burg Neu-Felsberg.
Im Rahmen der saarländischen Gebiets- und Verwaltungsreform des Jahres 1974 wurde die bis dahin eigenständige Gemeinde „Sankt Barbara“ der Gemeinde Wallerfangen zugeordnet. St. Barbara ist seitdem ein Ortsteil und ein Gemeindebezirk.

## Kirche St. Salvator

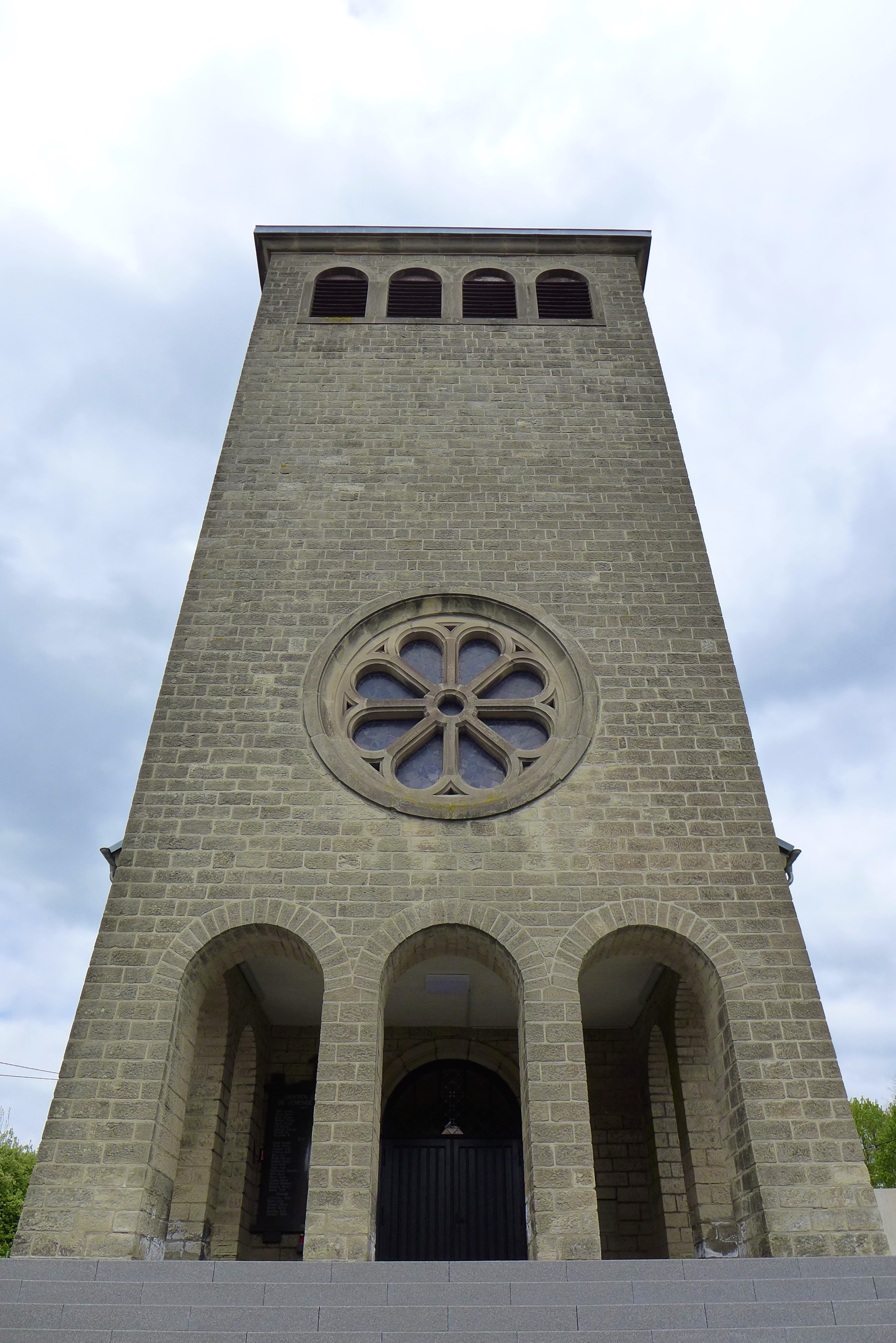
Wallerfangen-St. Barbara, Kirchturm von St. Salvator

Die katholische Kirche St. Salvator wurde unter der Ägide des Wallerfanger Pfarrers Josef Hoff nach den Plänen des Saarlouiser Architekten Alois Havener und des Saarbrücker Architekten Rudolf Güthler mit finanzieller Unterstützung des Bistums Trier und der Regierung des Saarlandes unter Ministerpräsident Johannes Hoffmann errichtet (Planerstellung: 1949, Grundsteinlegung: 17. September 1950, Einweihung: 1. August 1954). Die lateinische Inschrift des Grundsteins lautet: „SALVATOR SALVA NOS ANNO SANCTO 1950“ (dt. Übersetzung: Heiland, heile uns. Im heiligen Jahr 1950.). Die Kirche von St. Barbara ist als fünfachsiger Saal (21,7 × 10,7 m) mit neoromanischen Elementen des Abstraktions-Historismus gestaltet. Vergleicht man den Kirchbau in St. Barbara und die Kirche St. Josef und St. Wendelin in Diefflen, ebenfalls von Havener und Güthler nahezu zeitgleich entworfen, so wird die Parallelität beider Bauten deutlich sichtbar. Besonders die Gestaltung des breiten, bossierten Rechteckturmes mit rundbogigen Schallarkaden und flach geneigtem Turmdach ist bei beiden Bauten sehr ähnlich. Das Radfenster, das in Diefflen in der Giebelfassade des Kirchenschiffs eingepasst wurde, befindet sich bei der kleineren Kirche in St. Barbara über dem Kircheneingang in der Turmfassade. Beide Kirchen weisen Rundbogenfenster und flache Innenraumdecken auf, wobei die Außenmauern der beiden Sakralbauten in Münchener Rauputz verputzt sind. Während die Decke des Kirchenschiffes in St. Barbara als gestufte Kassettendecke mit Eiweiler Novopanplatten gestaltet wurde, ist der Chorbereich tonnengewölbt. Das Motiv der Turmvorhalle der Salvatorkirche ähnelt dem der ehemaligen romanischen Abteikirchen Saint-Pierre in Lesterps (1070/91) sowie Saint-Benoît in Saint-Benoît-sur-Loire (nach 1026).
Im Jahr 1954 goss die Saarlouiser Glockengießerei in Saarlouis-Fraulautern, die von Karl (III) Otto von der Glockengießerei Otto in Bremen-Hemelingen und dem Saarländer Alois Riewer 1953 gegründet worden war, für die Salvator-Kirche eine Bronzeglocke, Schlagton: c″, Durchmesser: 770 mm, Gewicht: 308 kg.